# Miquel Crusafont i Pairó
Miquel Crusafont i Pairó (født 3. oktober 1910 i Sabadell, Spanien, død 15. august 1983 i Sabadell, Spanien) var en catalansk palæontolog, som specialiserede sig i pattedyrsknogler.
Crusafont tog en grad i farmaci ved Barcelonas Universitetet i 1933, og en grad i naturvidenskab ved Madrids Universitet i 1950.
I 1961 blev han enstemmigt udpeget som professor i palæontologi ved Oviedos Universitet, som lederen i dette område. Han blev senere professor i antropologi ved Societatis Iesu i Barcelona.
Hans vigtigste værker omfatter Los Vertebrados del Mioceno Continental de la cuenca del Vallés-Penedés (1943, med Josep Fernández de Villalta), El Mioceno Continental del Vallès y sus yacimientos de vertebrados (1948, med Josep Fernández de Villalta), El Burdigaliense continental de la cuenca del Vallès-Penedès (1955, med Josep Fernández de Villalta og Jaume Truyols), Estudios Masterométricos en la evolución de los Fisípedos (1957, med Jaume Truyols) og La Evolución (1966, med Bermudo Meléndez og Emiliano Aguirre).
I 1969 grundlagde han Provinsinstitutet for Palæontologi, som har heddet Miquel Crusafont Institutet for Palæontologi siden 1983.
Et forhistorisk pattedyr, Crusafontia, bærer hans navn.